# Demokratene
Los Demócratas (Bokmål: Demokratene, Nynorsk: Demokratane, DiN), antes conocidos como los Demócratas en Noruega (Bokmål: Demokratene i Norge, DEM), es un partido político nacional-conservador en Noruega sin representación parlamentaria.
El partido fue fundado en 2002, principalmente por exmiembros del Fremskrittspartiet (Partido del Progreso) dirigidos por Vidar Kleppe. Los Demócratas tienen un perfil conservador de orientación nacionalista y un perfil centrista en cuestiones económicas; Las cuestiones clave son el aumento de la pensión estatal mínima, la eliminación de las estaciones de peaje, la oposición a la Unión Europea y un voto popular sobre la membresía de Noruega en la CEE, y la oposición a la inmigración. Considera que sus valores se basan en el cristianismo y la herencia noruega.
El partido nunca ha estado representado en el Storting (parlamento noruego), salvo que se le unió el diputado independiente Jan Simonsen en 2002, por lo que estuvo representado efectivamente hasta que expiró el período parlamentario en 2005. El partido informó que tenía 4.500 miembros registrados en 2021. En las elecciones locales de 2011, el partido obtuvo ocho representantes en cinco consejos municipales y una representación en un consejo provincial (Vest-Agder).
En las elecciones locales de 2019, el partido ganó popularidad y se convirtió en la tercera fuerza política en el ayuntamiento de Kristiansand con el 13,4% de los votos.
En las elecciones nacionales de 2021, el partido obtuvo 34,000 votos, un 1,1% del total.

## Resultados electorales
| Año  | Votos        | %    | Resultado |
| ---- | ------------ | ---- | --------- |
| 2005 | 2.705 (#13)  | 0,10 | 0/169     |
| 2009 | 2.290 (#13)  | 0,10 | 0/169     |
| 2013 | 2.214 (#14)  | 0,08 | 0/169     |
| 2017 | 3.830 (#14)  | 0,10 | 0/169     |
| 2021 | 34.068 (#10) | 1,10 | 0/169     |

- Datos: Q972708
- Multimedia: Demokratene / Q972708